# بحثا عن الفودو: الجذور إلى الجنة
بحثا عن الفودو: الجذور إلى الجنة (بالإنجليزية: In Search Of Voodoo: Roots To Heaven)‏ هُو فيلم وثائقي وسيرة ذاتية بنيني صدر سنة 2018 وأخرجه دجيمون هونسو، وشارك هذا الأخير في إنتاج الفيلم رُفقة إريك ماكغاو. يُعد هذا الفيلم أول فيلم يُخرجه دجيمون هونسو.
يستند الفيلم إلى أحداث حقيقية في حياة الممثل دجيمون هونسو، ويُركز الفيلم بشكل كبير على الحكايات الشخصية والثقافية والروحية النابضة بالحياة عن الفودو في منطقة غرب إفريقيا.

## عروض دولية
- في يوم 10 مارس 2018، عُرض الفيلم للمرة الأولى عالميا في مهرجان ميامي السينمائي الدولي (العرض الأول عالميًا).
- في يومي 10 و12 يونيو 2018، عُرض الفيلم في مهرجان زنجبار السينمائي الدولي في تنزانيا.
- في 16 فبراير 2019، عُرض الفيلم في مهرجان تورونتو للأفلام السوداء.[5]
- في يوم 9 فبراير 2018، عُرض الفيلم في مهرجان عموم أفريقيا السينمائي.
- 9 مارس 2019، عُرض الفيلم في مهرجان الفيلم الأفريقي الجديد.

## روابط خارجية
بحثا عن الفودو : الجذور إلى الجنة على موقع IMDb (الإنجليزية)
- بحثا عن الفودو : الجذور إلى الجنة على موقع روتن توميتوز (الإنجليزية)
- بحثا عن الفودو : الجذور إلى الجنة على موقع قاعدة بيانات الفيلم (الإنجليزية)
- بحثا عن الفودو : الجذور إلى الجنة على موقع ليتربوكسد (الإنجليزية)
- بحثا عن الفودو : الجذور إلى الجنة على موقع كينوبويسك (الروسية)